# Leptomeria empetriformis
Leptomeria empetriformis är en tvåhjärtbladig växtart som beskrevs av Friedrich Anton Wilhelm Miquel. Leptomeria empetriformis ingår i släktet Leptomeria och familjen Amphorogynaceae. Inga underarter finns listade i Catalogue of Life.